# Казахские свадебные обряды

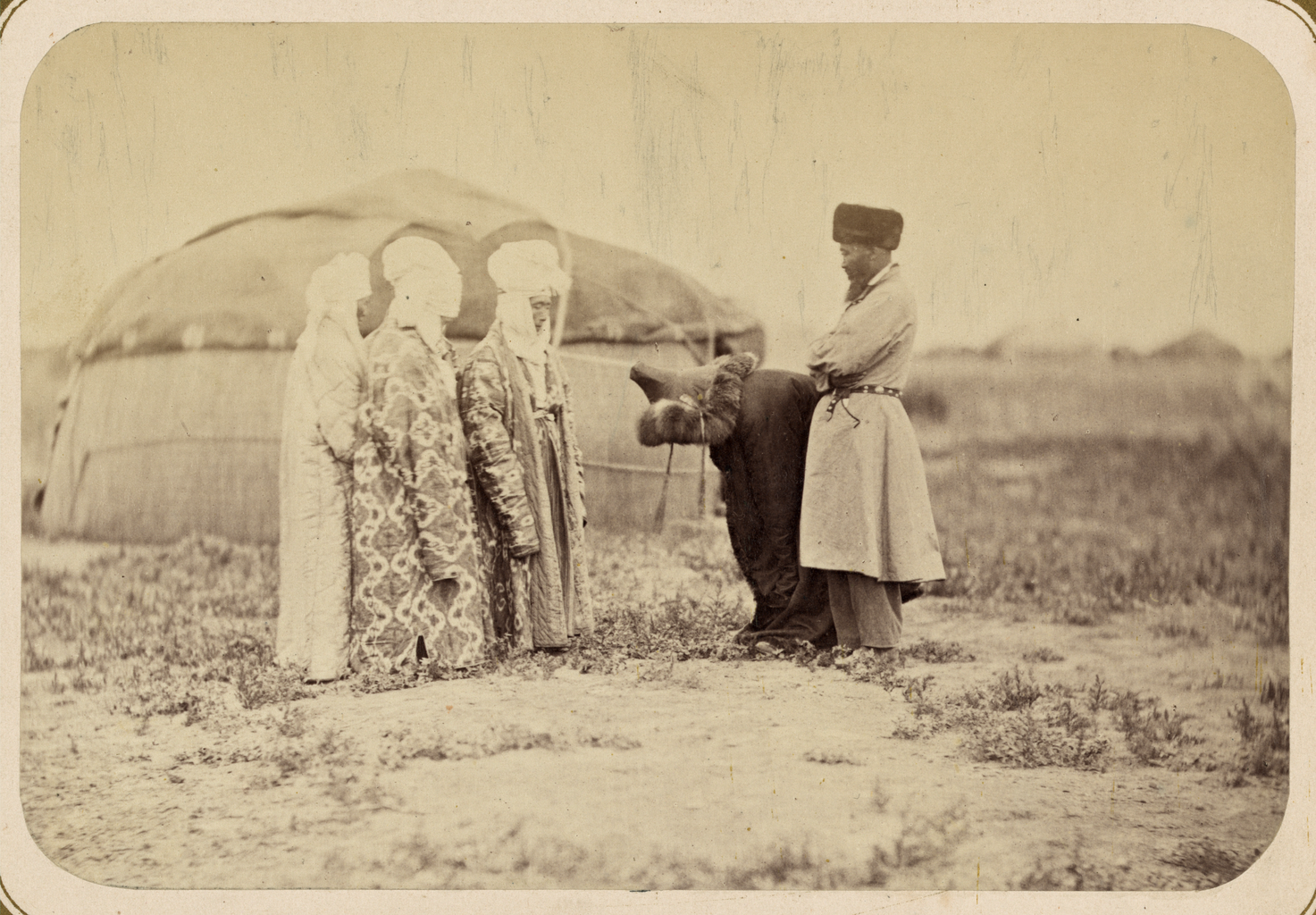
Свадебные обряды киргизов (казахов), вторая половина XIX века

Казахские свадебные обряды (каз. үйлену салт-дәстүрлері) являются одними из важнейших обрядов в жизни казахской общины и рода и, за исключением мусульманского акта бракосочетания «неке кию», сохранили множество древних домусульманских черт. Казахские свадебные обряды состоят из нескольких циклов: кудалык (сватовство), подготовка к свадьбе, свадебный той и ритуалы после свадьбы.

## Айттыру
Отец, задумывая женить своего сына, сначала определяет, есть ли у него избранница, если её нет, сам подыскивает невесту, которая смогла бы стать женой сына. Затем отец посылал кого-либо из знакомых или родственников либо сам шёл в дом избранницы, чтобы узнать, не против ли айттыру родители невесты. Если те согласны, их дочь с этого момента становилась невестой.

## Похищение невесты
К похищению невесты в Средней Азии и Казахстане прибегали крайне редко. Обычно это случалось, если родители не давали согласия на брак или когда они слишком тянули с проведением свадьбы. Господствующей формой брака среди казахов была женитьба со сватовством (кудалык) и последующим «выкупом» невесты за калым. В обычном праве у казахов существовало несколько видов похищения невесты с различным отношением к ним. Если жених похищал уже засватанную невесту (юноша и девушка договаривались о «похищении» заранее), отец которой нарушил условия сватовства, то это не считалось тяжким преступлением. Похищение же чужой засватанной невесты являлось тяжким преступлением.

## Кудалык
Кудалык является важным обрядом, начальным этапом свадебных ритуалов у казахов. Хотя в казахских свадьбах могут участвовать представители других народов, даже городские казахи проводят обряд кудалык только в своей среде. Заранее договорившись о размере калыма, отец жениха или его представитель вместе с несколькими спутниками прибывают в гости к родителям будущей невесты. После угощения кумысом или чаем, хозяин дома спрашивает, прикажет ли он резать барана? Положительный ответ показывает решительное намерение породниться. В прошлом отцу жениха дарили табун лошадей, верблюдов, различные одежды и верховую лошадь. Для прочих членов делегации дарились подарки соразмерно их значению и отношению к ним. После этого сторона жениха начинает пригонять калым в виде скота. В современном Казахстане считается нежелательным увеличивать количество гостей со стороны жениха, ибо это влечёт значительные материальные затраты. Глава делегации со стороны жениха называется бас куда́ (каз. бас құда), а остальные жанама́ куда (каз. жанама құда). По приходе в дом невесты бас куда вешал плётку на почётном месте дома. Если не удавалось договориться о женитьбе, плеть возвращалась хозяину (каз. қамшы қайтару). Для гостей готовилось специальное блюдо куйры́к-бауы́р (каз. құйрық-бауыр, курдюк и печень барана), которое символизировало закрепление договорённостей между сторонами.

## Калым и приданое
Традиция выплаты калыма (каз. қалың мал) продолжается и в современном Казахстане. В прошлом калым в основном выплачивался скотом и равнялся 21—25 лошадям. Помимо того жених при первом посещении невесты выплачивал илу (каз. ілу) — плату за воспитание дочери, которая составляла 30—70 лошадей. На свадьбе невесты резалось от 20 до 70 голов крупного скота (каз. тоймал). Жених также дарил матери невесты пару верблюдов (каз. сүт ақы), а отцу — чапан, седло и снаряжения для езды на лошади. Размер калыма у казахов варьировался от 7 до 47 условных единиц под названием байтал (букв. кобылица). Так, один байтал равнялся 4 овцам, одна корова с телёнком равнялась 5 байталам.
Приданое (каз. қыз жасауы) было соразмерно выплаченному калыму, а иногда даже превышало его. Родители невесты обязаны собрать для своей дочери достойное приданое. В состав приданого входили необходимые для новой семьи принадлежности: посуда, постель, мебель, лошади, скот и др. В современном Казахстане в качестве приданого дарят квартиры, мебель, холодильники, телевизоры и др. бытовую технику.
В современном Казахстане (данные на 2014 год) сумма калыма варьируется в пределах 50—100 тыс. тенге у семей с низким доходом, от 1 до 3 тыс. долларов США у семей со средним доходом и от 5 тыс. долларов у зажиточных семей. Чаще всего за невесту дают не меньше 1 тыс. долларов. На сумму калыма влияют качество образования невесты, её умения и навыки, а также регион происхождения.

## Свадьба
Вслед за завершением обряда сватовства кудалык (каз. құдалық) и до заключения официального брака (каз. неке қию), родственники невесты устраивают у себя дома, как в старину, или в арендованном помещении «проводы невесты» (каз. ұзату той) за день или более длительный промежуток времени до основной свадьбы. Количество гостей со стороны жениха на ұзату той обычно не превышает 15—20 человек. Если невеста была «украдена» (каз. алып қашу), то ұзату той не проводится и стороны сразу приступают к основному тою.
После ұзату той невеста перевозится в дом к жениху, осуществляется торжественная регистрация брака в ЗАГСе, затем проводится церемония знакомства невесты с родственниками мужа (беташар), хотя в наше время этот обряд потерял свой смысл. Вечером того же дня проходят основные торжества по случаю свадьбы. В прошлом свадьба растягивалась на 3-дневные празднества, но в современном Казахстане все торжества укладываются в один день. Религиозный обряд бракосочетания (каз. неке қию; см. никах) проводится в мечети в день основной свадьбы, когда как в древности мулла заключал брак в доме родителей невесты до того, как они отправятся в дом жениха. По случаю свадьбы исполняются песни той бастар с целью поздравить родителей жениха и невесты и пожелать благополучия молодожёнам.

## Первая брачная ночь
После завершения ұзату той следует первая брачная ночь молодожёнов (каз. ақ неке түні), но в современном Казахстане первая брачная ночь приходится на ночь после окончания основной свадьбы. На супружескую постель стелется белое покрывало неке жаулык (каз. неке жаулық). В прошлом, если оказывалось, что невеста потеряла девственность до свадьбы, жених расторгал брак и забирал заранее заплаченный калым. Отец невесты должен был выплатить жениху штраф (каз. айып). Иногда, чтобы сберечь калым и сохранить добрые отношения с женихом, родители невесты предлагали ему другую дочь.